# Stylobasium spathulatum
Stylobasium spathulatum är en tvåhjärtbladig växtart som beskrevs av René Louiche Desfontaines. Stylobasium spathulatum ingår i släktet Stylobasium och familjen Surianaceae. Inga underarter finns listade i Catalogue of Life.

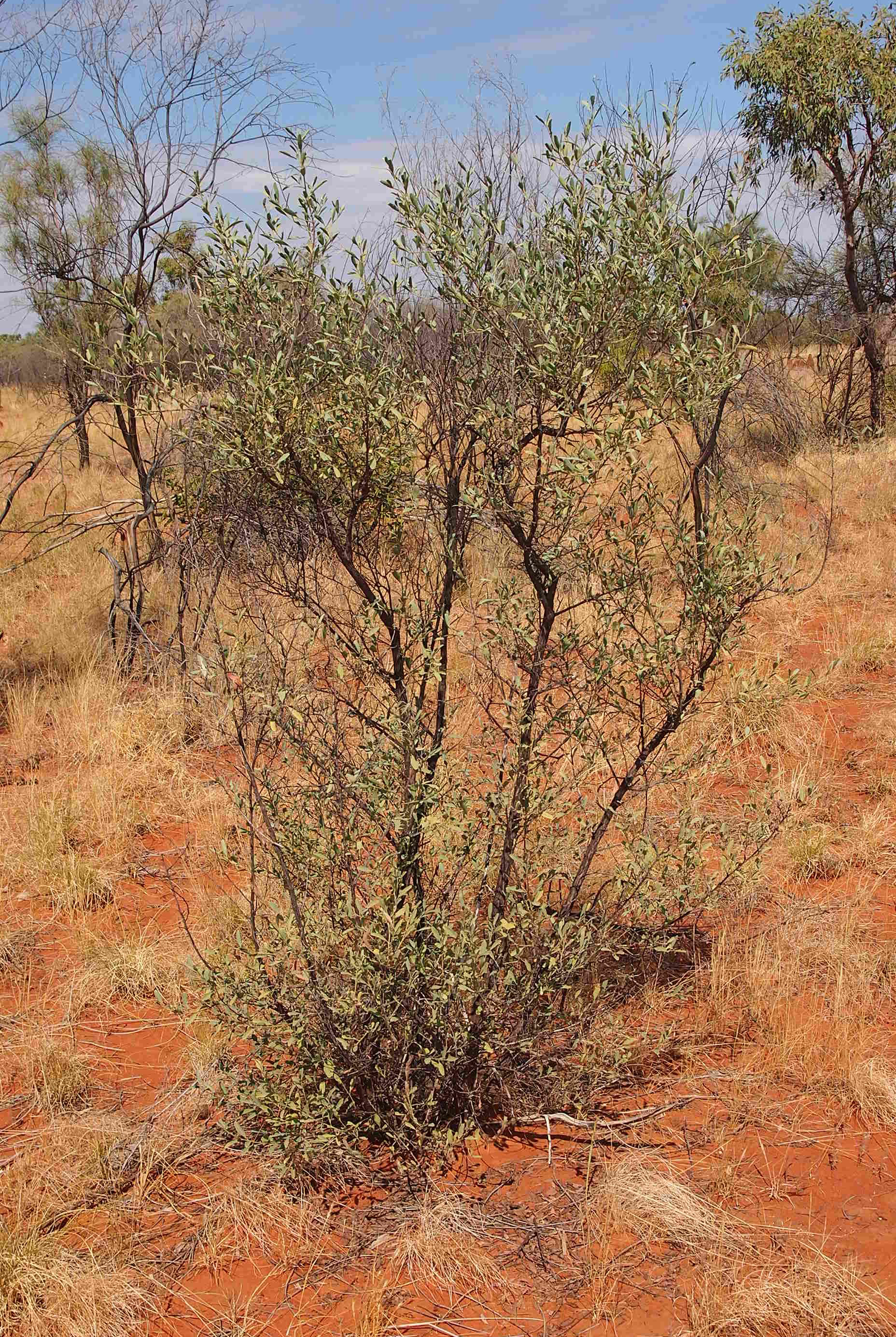
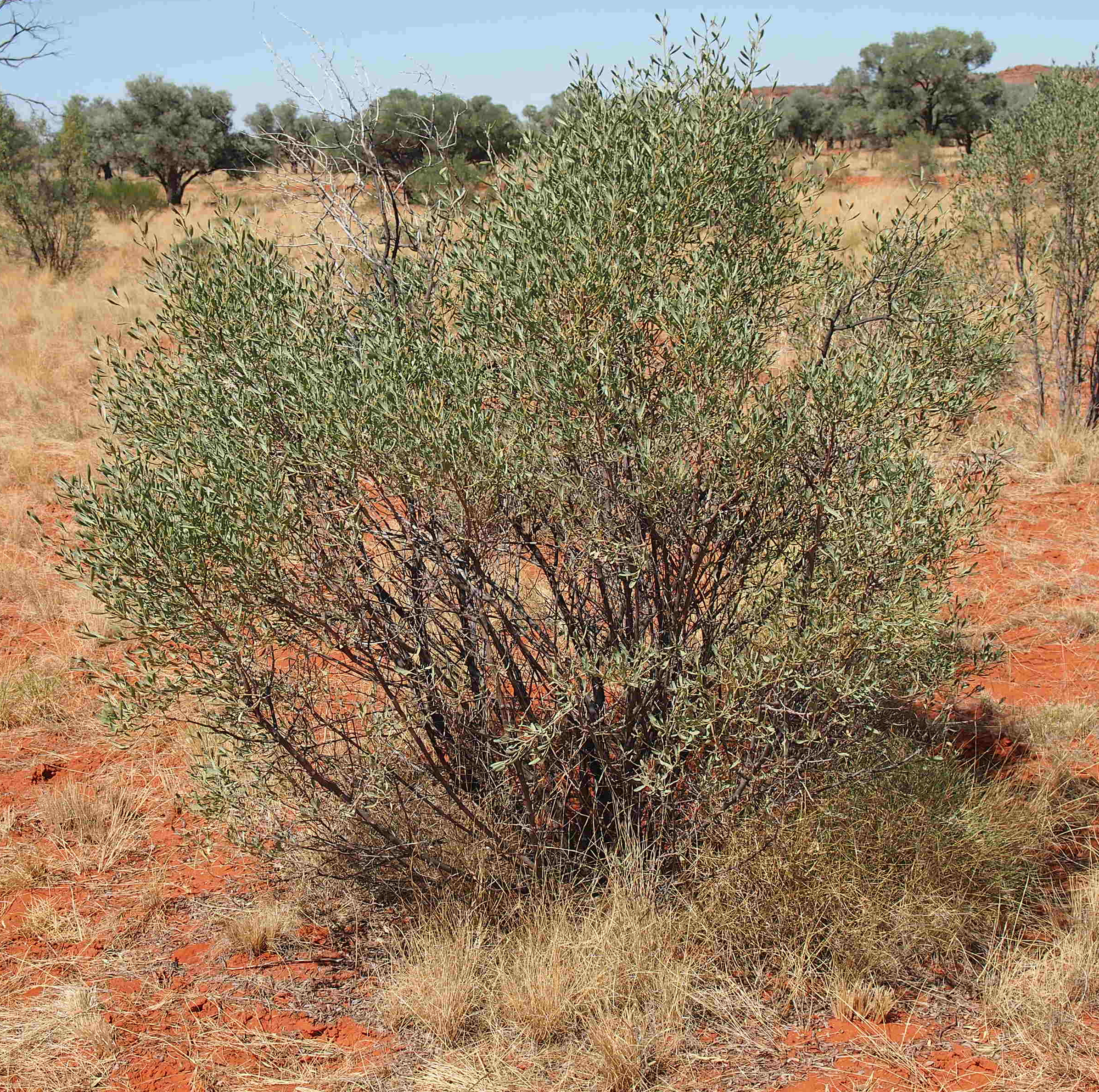
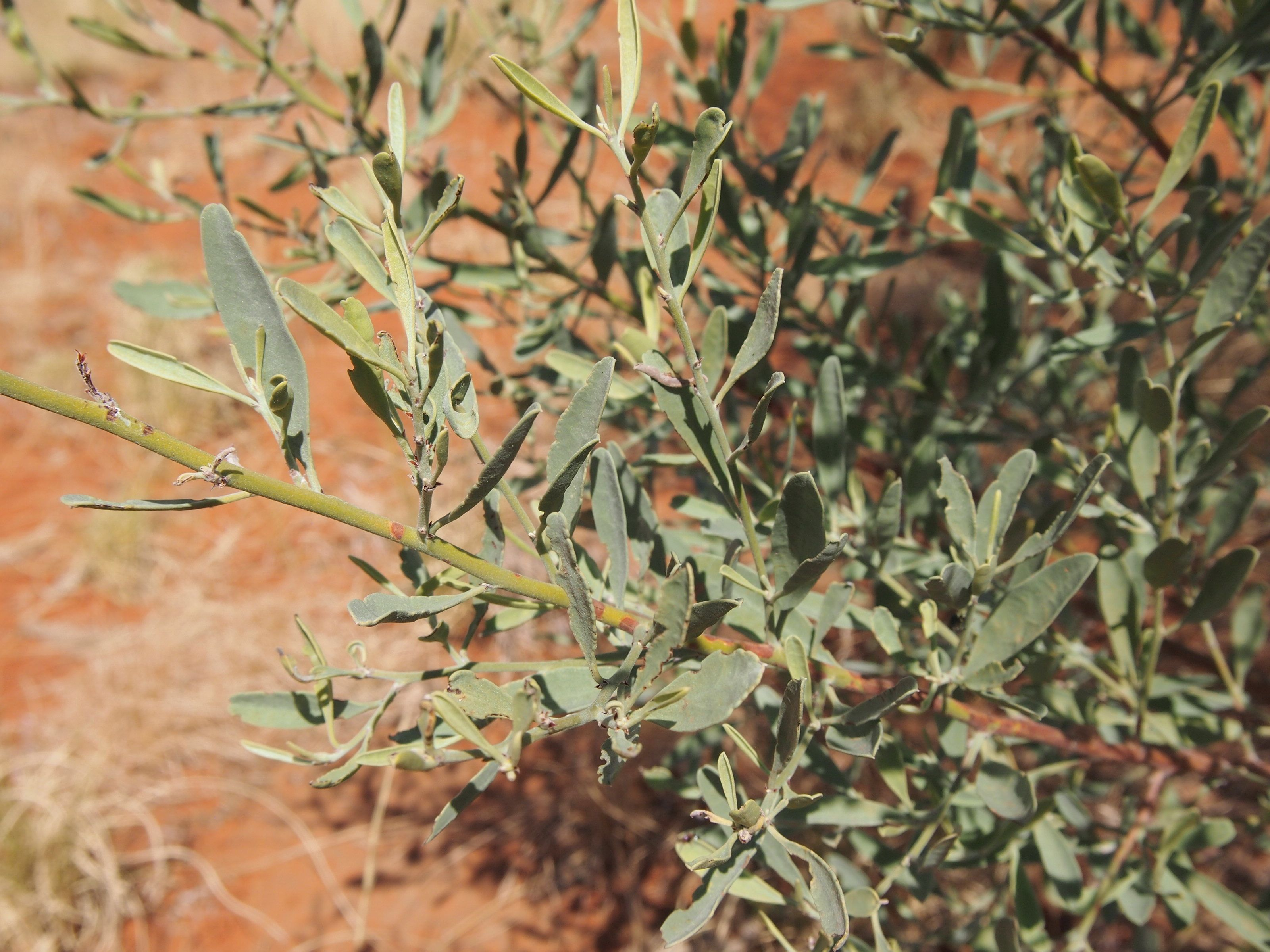
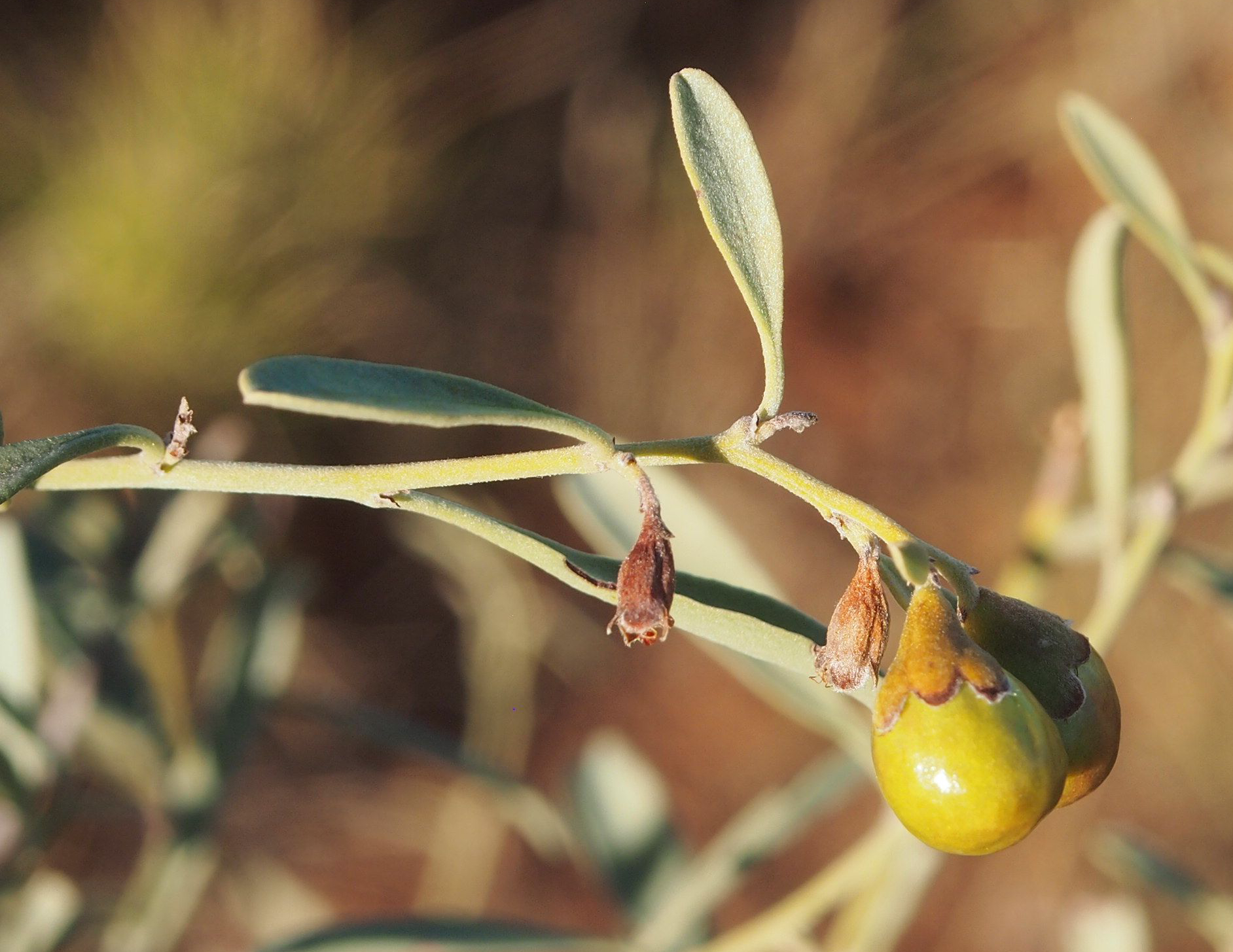